# NIC-58
La NIC-58  es una importante carretera nacional clasificada como troncal principal en Nicaragua. Esta vía comienza en el Sur en la NIC-12B en Aurelio Carrasco, Departamento de Chinandega y culmina en el Norte en la Península de Padre Ramos, departamento de Chinandega.

## Extensión
Con una extensión de 7 millas (11,3 km), la NIC-58 juega un rol clave en la conectividad y transporte de la región.